# Ranunculus silerifolius
Ranunculus silerifolius là một loài thực vật có hoa trong họ Mao lương. Loài này được H. L�v. miêu tả khoa học đầu tiên năm 1909.